# Tolbooth (Aberdeen)

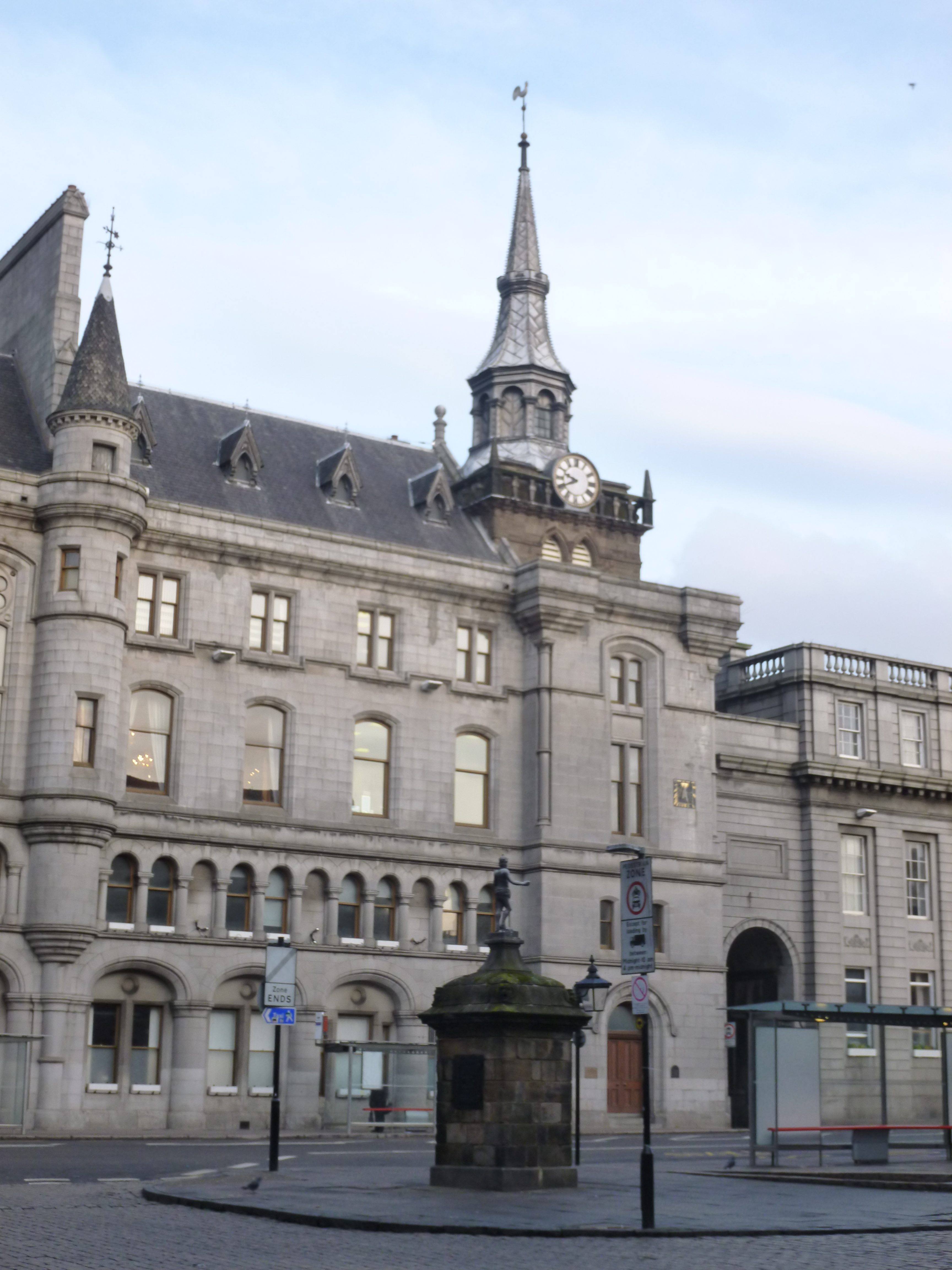
The Tolbooth

Die Tolbooth in Aberdeen, Schottland, ist ein Gefängnis aus dem 17. Jahrhundert, welches heute als Museum dient. Streng genommen handelt es sich hierbei um das (Untersuchungs-)Gefängnis (Wardhouse), welches am Zollhaus angeschlossen war. Die Tolbooth wurde zwischen 1616 und 1629 errichtet und ist direkt an das Gerichtsgebäude angebaut. Das heutige Museum befindet sich in der Union Street in der Innenstadt. Der Gebäudekomplex mit dem benachbarten Town House ist seit 1967 in der Kategorie A der schottischen Denkmallisten eingetragen.
Das Museum enthält Exponate der Kriminalgeschichte sowie das originale Marktkreuz von Aberdeen. Nach der Schlacht bei Culloden waren 50 Jakobiten im Gefängnis inhaftiert.
Unter Geisterjägern gilt die Aberdeener Tolbooth als eines der in Aberdeen am meisten von paranormalen Aktivitäten betroffenen Gebäuden.